# 交点年
交點年（英文：draconic year），又稱食年（英文：eclipse year），是太陽沿著黃道連續兩次經過同一黃白交點（升交點）所需時間，其長度為346.6200日。
由於黃白交點每年西移20°，因此，交點年相應地比恆星年短。